# Monastère Saint-Siméon-le-Stylite
Le monastère Saint-Siméon-le-Stylite (en arabe : دير سمعان / dayr simʿān, littéralement « le monastère de Siméon »), aussi appelé le château de Siméon (en arabe : قلعة سمعان / qalʿat simʿān), est un monastère paléochrétien en ruines qui se trouve à 30 kilomètres au nord-ouest de la ville d'Alep dans le nord de la Syrie. C'est un exemple remarquable de l'architecture du Ve siècle qui comprend l'église de pèlerinage et le village d'hébergement. Il est construit autour de la colonne où vivait le stylite saint Siméon.
L'ensemble est inscrit sur la liste du patrimoine mondial de l'UNESCO en 2011 au sein du bien intitulé « Villages antiques du Nord de la Syrie ».

## Historique

### Généralités sur les Stylites

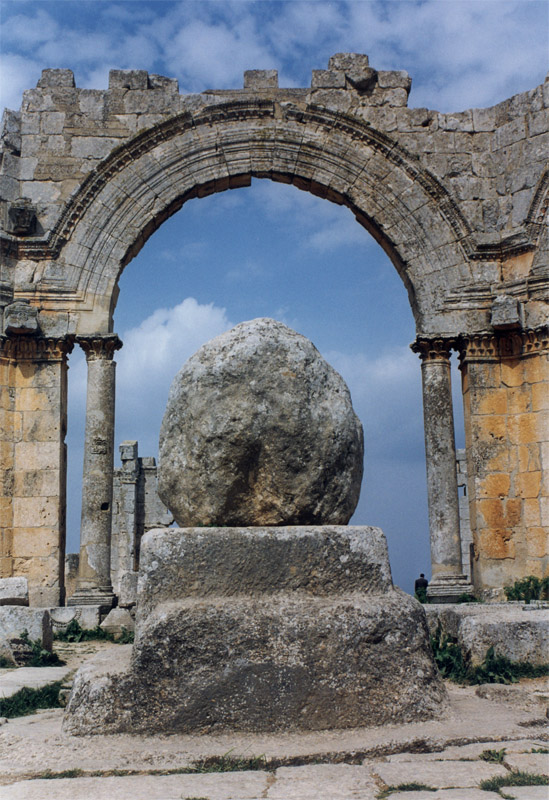
Colonne de saint Siméon le Stylite.

Le monachisme syrien, plus âpre et plus rigide que l'égyptien, a trouvé sa principale expression dans un type particulier d'anachorètes, les stylites. Au début du christianisme, après l'époque des martyrs, les stylites sont des solitaires qui passent leur temps en haut d'une colonne pour mieux se livrer à la méditation et vivre dans une continuelle pénitence. Le sommet de la colonne est si étroit qu'ils ne peuvent s'y coucher. Le plus célèbre d'entre eux est Siméon le Stylite qui vécut au Ve siècle.

### Vie de saint Siméon le Stylite
Le saint quitte le monastère d'Héliodore à Téléda vers 410, reste quelques années logé dans un réduit d'une petite communauté monastique de Télanissos future Deir Sem'an puis s'établit sur une colline voisine. Il se livre à une pratique de l'ascétisme syrien, restant debout enchainé au milieu d'un enclos circulaire et observant le jeûne total pendant le Carême. Puis, pour échapper à la foule des pèlerins, il s'installe sur une colonne qui progressivement atteindra seize mètres de hauteur, sur une plateforme, seulement protégé par sa cape de berger. Il y reste 37 ans et meurt en 459, âgé d'environ 70 ans. Sa renommée s'étend jusqu'à la péninsule Ibérique, la Gaule et l'Arabie,.

### Début d'un pèlerinage
La foule des pèlerins qui commencent à affluer peu après la mort du saint bouleverse l'urbanisme du village de Deir Sem'an qui n'est qu'une simple bourgade agricole et qui se déplace vers le pied de la colline sacrée. Un programme d'établissements religieux, de maisons particulières dont une plus importante pour l'administration, des hôtelleries pour les pèlerins n'étant pas admis dans les unes ni dans les autres et des boutiques s'élèvent. On peut dater certains éléments de 465 à 479,.

### Construction d'un sanctuaire
La date du début des travaux du sanctuaire est controversée. Les plus anciennes sont attribuées à l'empereur Zénon dans les années 470, voire sous son prédécesseur, le martyrium cruciforme et le baptistère pouvant être terminés vers 475.
Les étapes de construction du monastère commencent par une clôture circulaire de pierre autour de la colonne du saint, puis en 476, l'empereur byzantin Zénon construit le martyrium dont la colonne forme le centre sur la colline arasée. L'octogone, la basilique et le baptistère sont de la même campagne de construction de 476 à 490. Après une pause, entre le Ve siècle et le VIe siècle, des bâtiments d'accompagnement sont réalisés autour de la basilique et du baptistère. Le couvent est du premier quart du VIe siècle.

### Vicissitudes historiques
En 634, la Syrie est conquise par les armées arabes ce qui provoque une rupture dans l'activité du monastère. Le sanctuaire reste un lieu de pèlerinage uniquement pour les chrétiens de la région, mais est interdit à ceux d'Asie Mineure et du Bassin méditerranéen. Le flux des pèlerins diminuant, les moines quittent le site et s'installent dans des bâtiments monastiques du village voisin de Deir Sem'an.
Au cours du Xe siècle, les armées byzantines récupèrent les territoires du Nord de la Syrie et la colline du sanctuaire étant sur une position stratégique est transformée en forteresse,.
En 1017, l'armée égyptienne s’empare du monastère. Les habitants sont massacrés, décapités, et leurs corps sont jetés dans l'incendie du monastère.
Le 12 mai 2016, pendant la guerre civile syrienne, l'église byzantine est sérieusement endommagée par une frappe aérienne russe,.

## Architecture
Le monastère est construit autour de la colonne du saint Siméon le Stylite comme un important centre de pèlerinage. L'accueil de pèlerins de toutes conditions, qui n'ont en commun que la vénération de saint-Siméon, implique le développement du village et la gestion de foules disparates. Ces besoins impliquent une conception globale de l'ensemble du site avec ses aspects profanes et sacrés.
Le monastère est situé sur un vaste terrain accidenté, aménagé par la création de terrasses et entouré d'une enceinte, près du village de Deir Sem'an, au bord de la grande voie romaine de Chalcis à Antioche. Un chemin rejoint les thermes, et la voie sacrée longeant des boutiques mène le pèlerin vers le sanctuaire. Il passe sous un arc triomphal près de deux constructions probablement liées à l'accueil et au contrôle, puis continue jusqu'à la clôture du monastère. La porte principale au sud, du côté du village, s'ouvre sur une avant-cour d'environ un hectare limitée au nord par les bâtiments monastiques. Le site comprend, en dehors de l'église-martyrium, deux autres églises, un baptistère, un couvent, le tombeau des moines et des annexes d'accueil, d'hébergement et de fonctionnement.

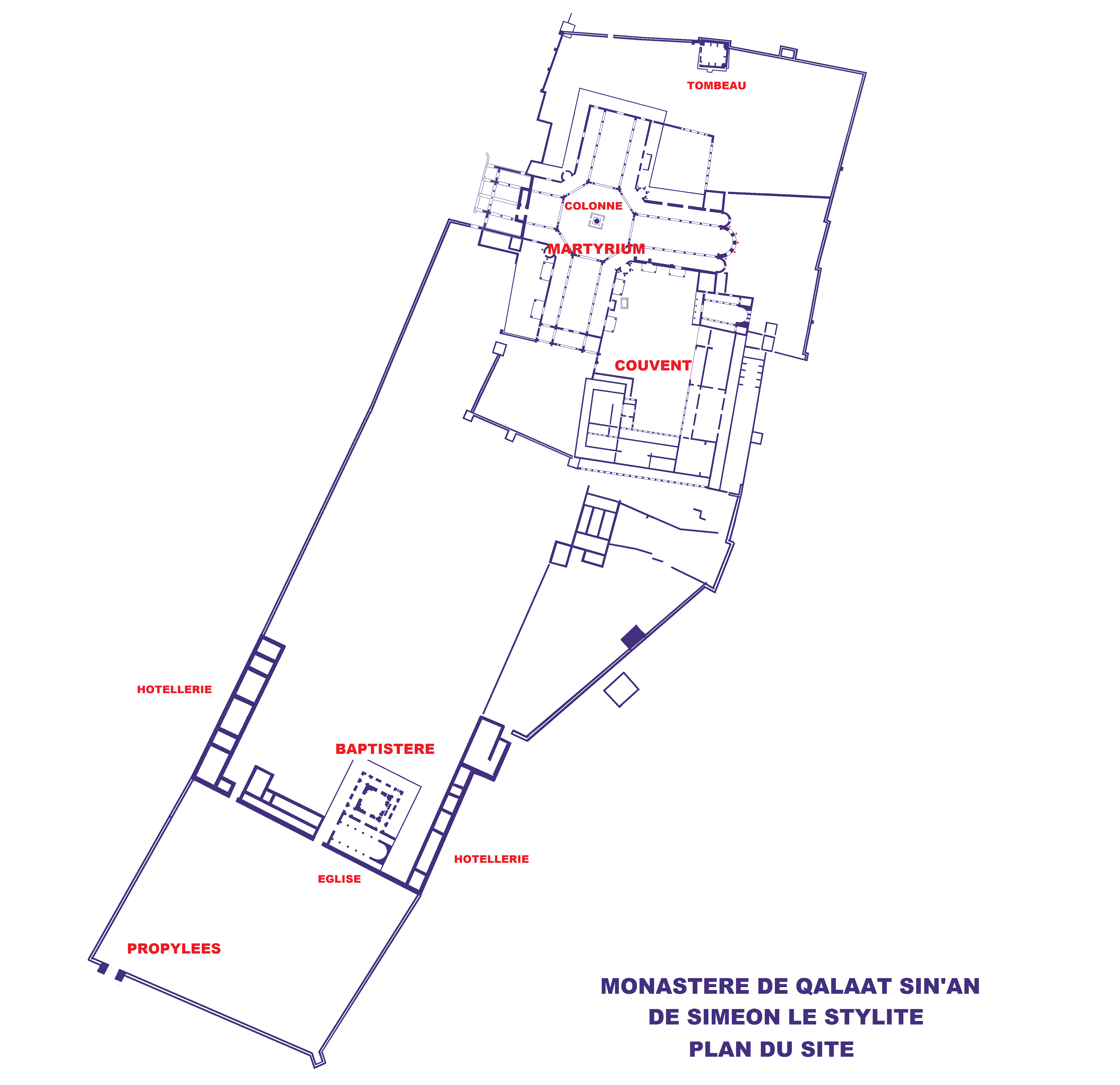
Plan d'ensemble du monastère de Siméon.
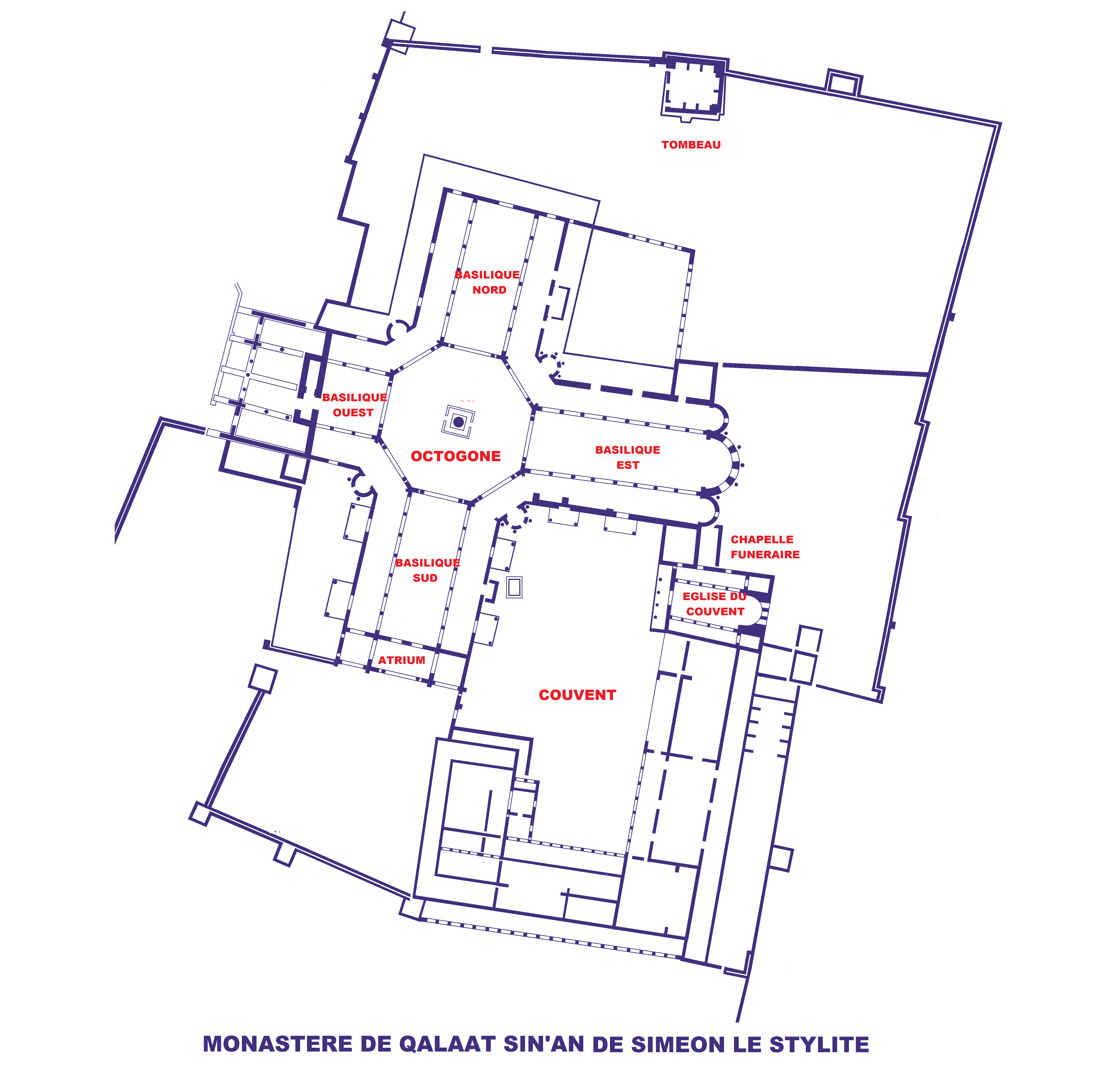
Plan du monastère et du martyrium de Siméon.

### Le baptistère

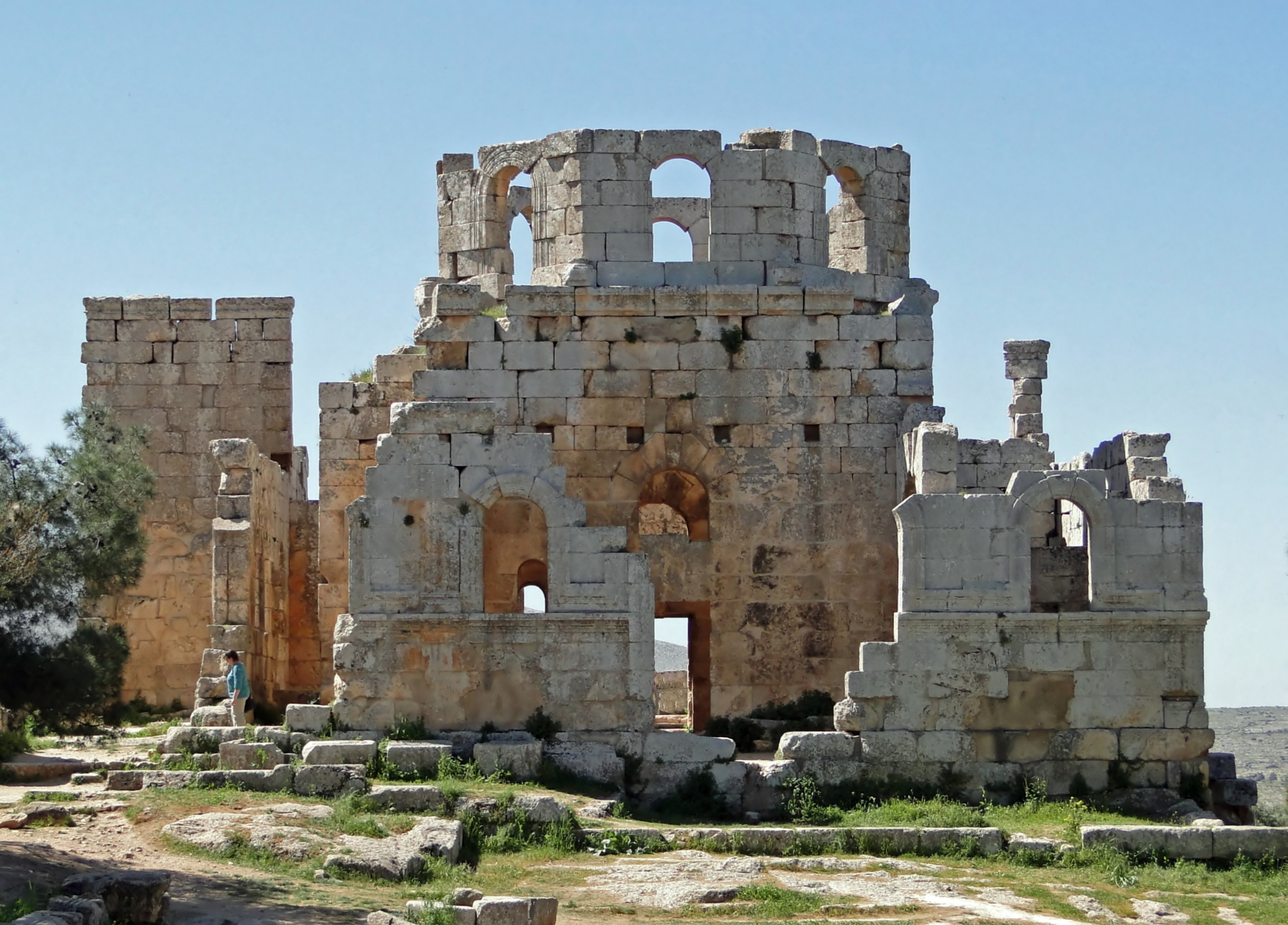
Le baptistère.

Au nord de l'avant-cour, une porte donne sur l'ensemble baptismal conçu pour recevoir des conversions massives. Il est composé d'un baptistère octogonal qui rappelle l'octogone de l'église-martyrium et sa hauteur agit comme un repère visuel. L'octogone et ses vestibules s'inscrivent dans un carré et communiquent au sud avec une église à trois nefs et une abside entre deux tours pour les catéchumènes devenus chrétiens qui accèdent à l'Eucharistie. À l'ouest et à l'est, des espaces d'hébergement et des cellules complètent ces bâtiments importants pour l'économie du site.

### L'église-martyrium

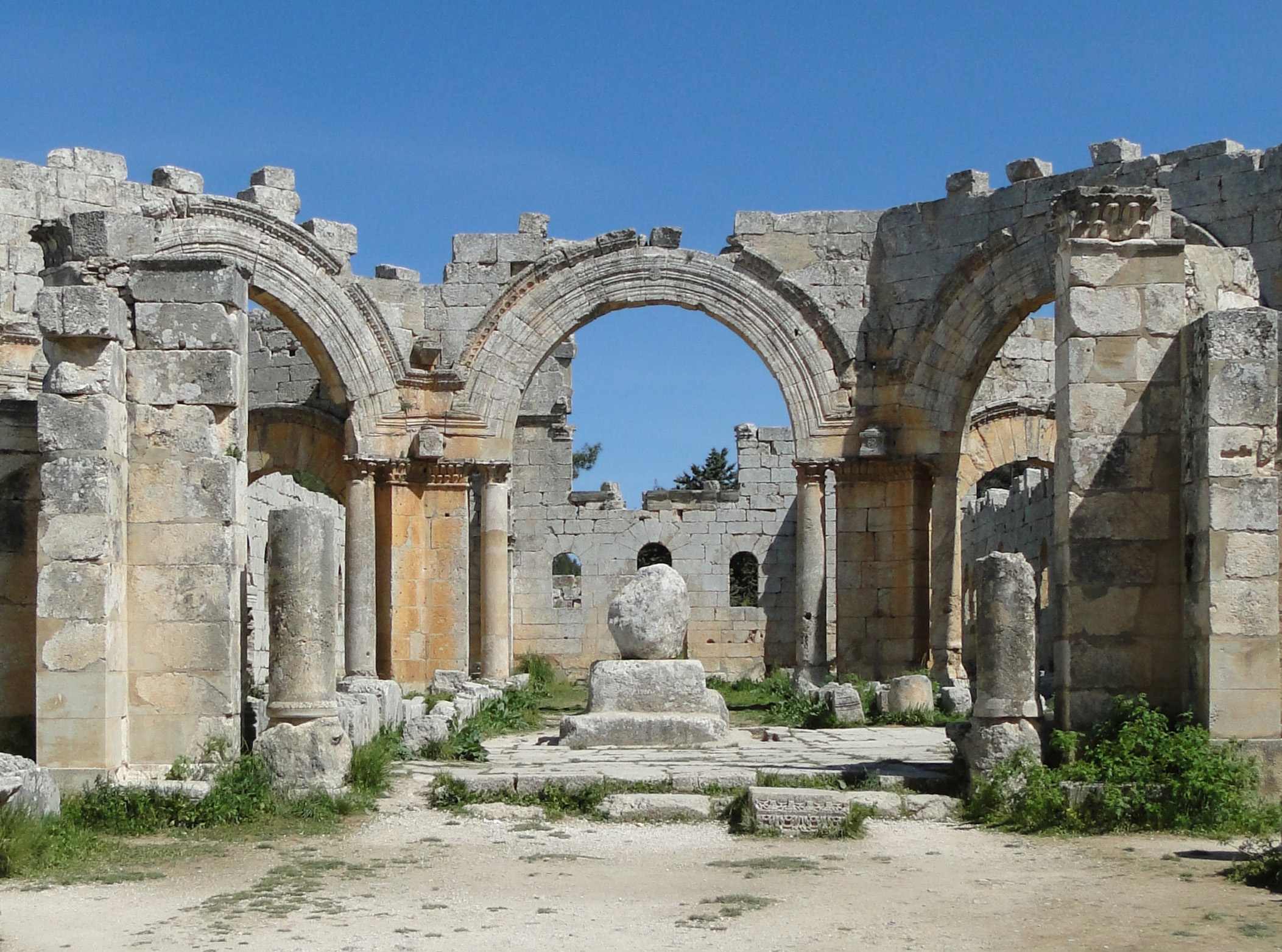
L'octogone central avec la colonne de Siméon le Stylite.

Le centre de la composition du plan d'ensemble est la colonne du saint. Des tracés régulateurs ont été utilisés en plan et en élévation par l'architecte qui avait une vision d'ensemble de l'organisation du bâti, mais ils n'ont pas toujours été respectés lors des travaux d'exécution. L'église-martyrium est un projet homogène composé de quatre basiliques convergeant vers l'octogone central avec, en son centre, la colonne, seule relique de la vie du saint restant sur les lieux.
L'écrin central est un octogone dont le style rappelle l'architecture de Constantinople du Ve siècle et la basilique Saint-Jean d'Éphèse. Il est assez élancé, percé d'un arc sur chacun des côtés, avec des colonnes décoratives. Ses dimensions excluent la construction d'une coupole : il devait être couvert en bois avec une toiture à huit pans posée sur un tambour avec des fenêtres et des trompes complexes dans les angles. Cette disposition rappelle celles de l'église Saint-Serge de Résafa et de l'église orientale d'Alahan. Des exèdres dans les angles montrent que cet octogone dérive des mausolées et des baptistères voûtés,,.

### Les basiliques
Les basiliques liées à l'octogone central sont des constructions d'un type plus ancien, avec des rangées de colonnes rapprochées. Les absides sculptées annoncent l'architecture syrienne des édifices du VIe siècle.

#### Basilique sud

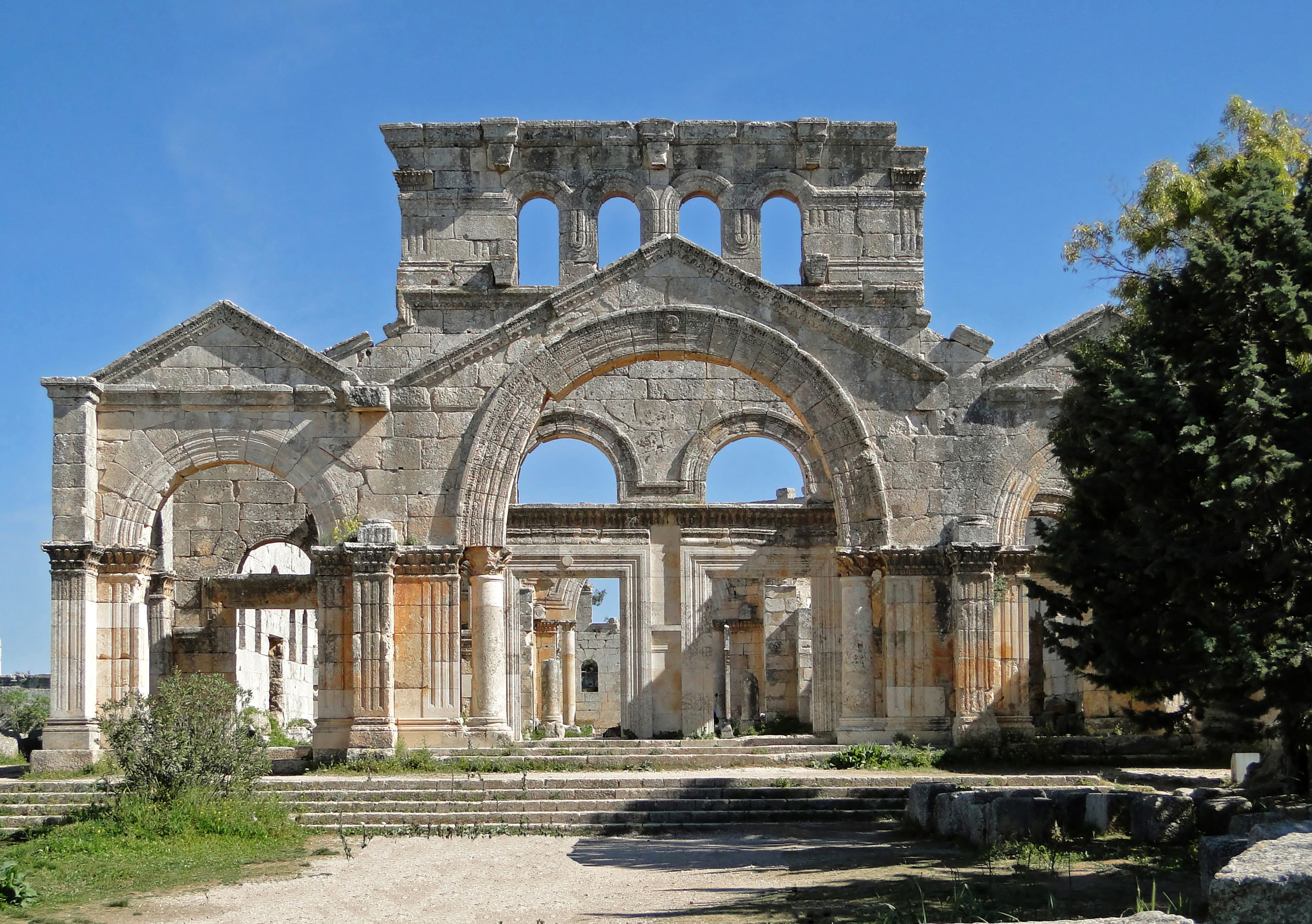
La façade sud de l'église.

Quand les pèlerins sortent de l'ensemble baptismal, ils sont visuellement attirés par la façade de la basilique sud et traversent l'esplanade. Le porche encore pratiquement intact a trois frontons, dont celui du centre plus important, posés sur des arches. On entre dans la basilique par quatre portes vers trois nefs à six colonnes. Dans la nef centrale, au-dessus des colonnes, se trouvait une claire-voie décorée de colonnettes entre les fenêtres.

#### Basiliques nord et ouest

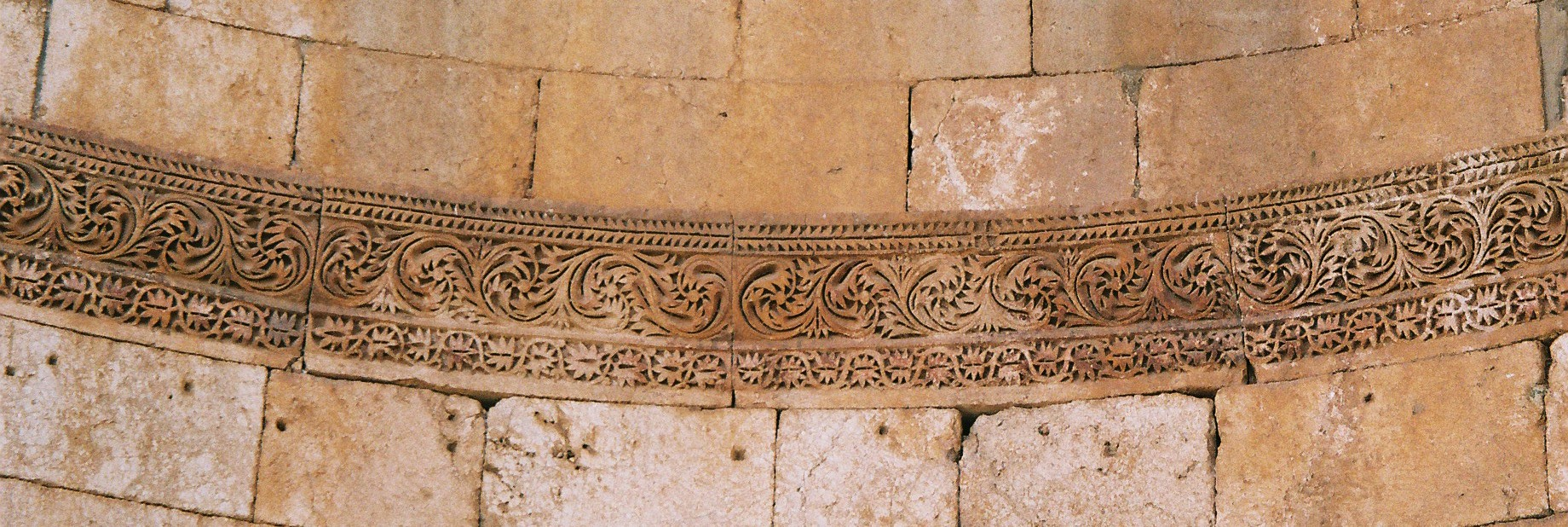
Frise à rinceaux, très répandus dans l'art paléochrétien.

Le plan de la basilique nord présente des similitudes avec celle du sud : trois nefs à cinq colonnes au lieu de six et trois portes au lieu de quatre dans sa façade nord. Elle est flanquée au centre de sa façade est d'un petit mausolée. La basilique ouest est très endommagée, mais les vestiges montrent que les basiliques nord et ouest sont très cohérentes et présentent beaucoup de similitudes dans leur décor, ce qui laisse supposer une conception et une réalisation pendant une même campagne de travaux.

#### Basilique est

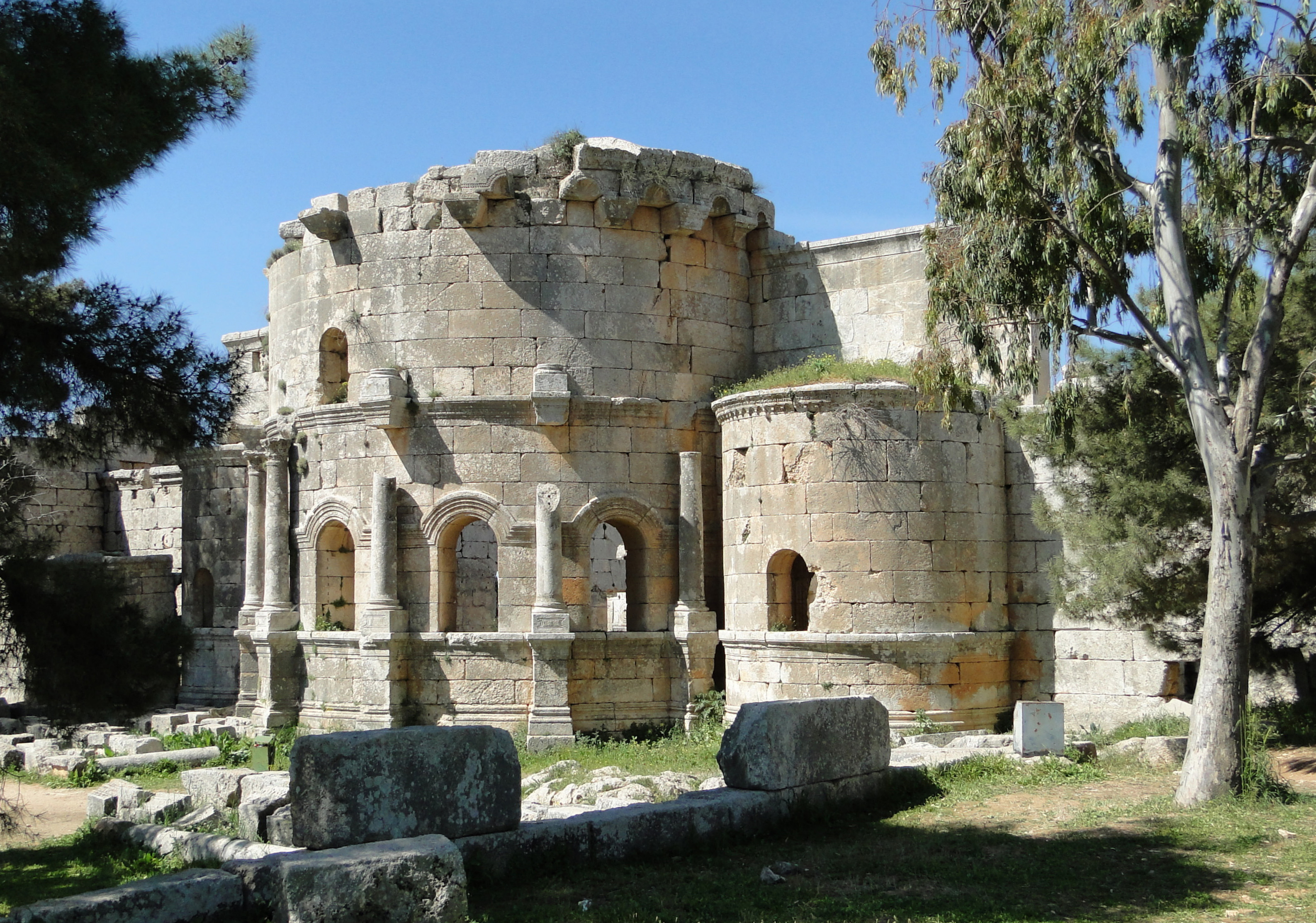
Le chevet de l'église orientale.

La basilique est, qui présente un chevet très intéressant, sort du tracé régulateur qui organise les trois autres basiliques avec l'écrin octogonal. C'est le seul des quatre espaces basilicaux utilisé à des fins liturgique. L'axe de sa composition est déporté vers le Nord. Les portes sont particulièrement importantes par leurs dimensions et leur décor. Le chevet, unique en Syrie du Nord, est composé d'une abside centrale avec un arc central particulièrement riche et de deux absidioles avec un même décor de colonnes et de consoles. Cette recherche ornementale servira de modèle dans les réalisations de Basufan, Turmanin, Qalb Lozé, Banqusa, Arshin, Kimar et à la rotonde Saint-Georges de Thessalonique,,.

### Le monastère

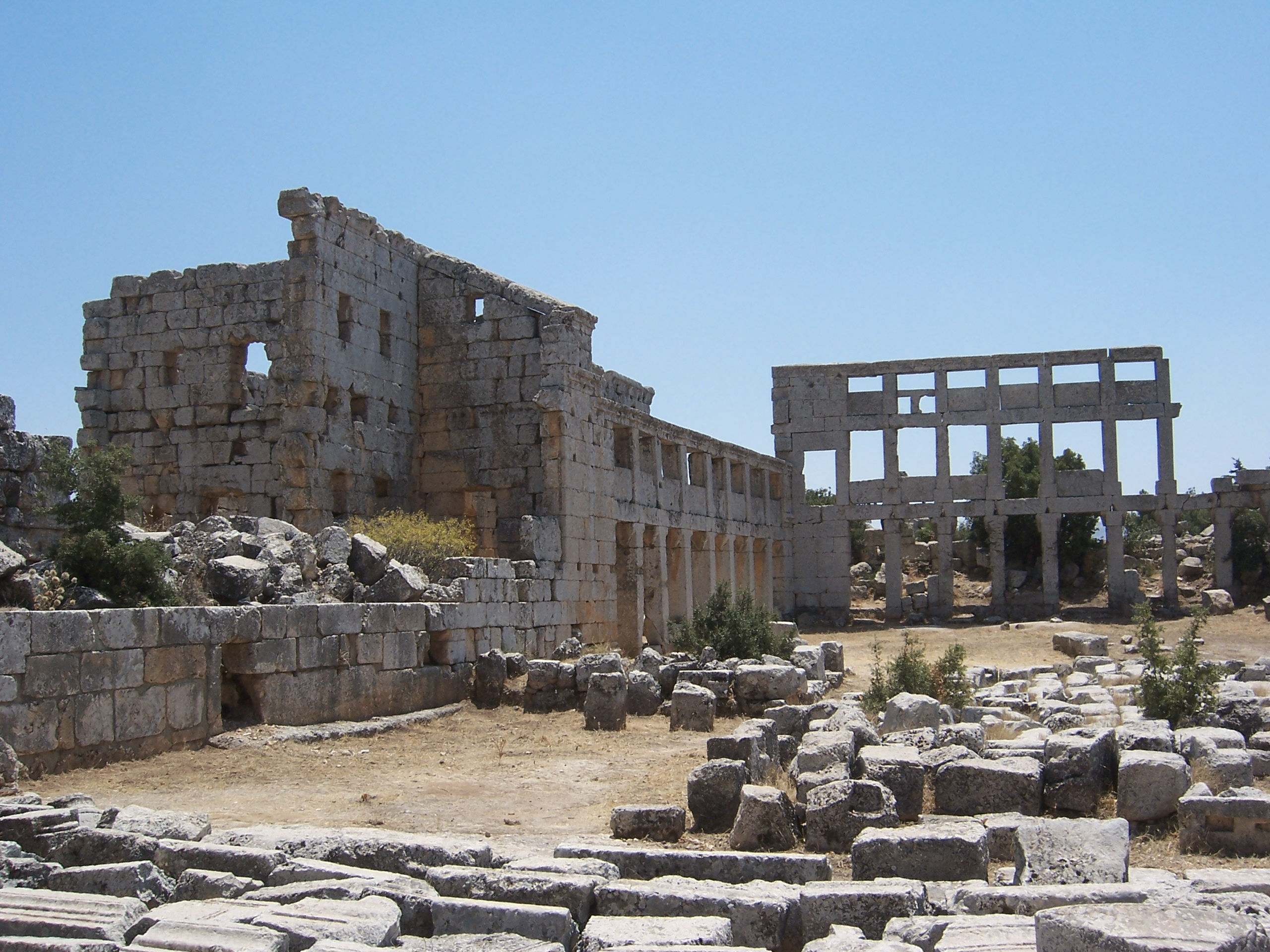
Le couvent.

Au sud-est de l'église-martyrium, le couvent des moines possède une petite église à trois nefs de quatre colonnes surmontées en partie d'une tribune, un chevet plat à deux tours et un accès vers l'ouest par une sorte de porche. Au VIe siècle, une petite cuve baptismale surmontée d'un dais sculpté est installée dans le collatéral sud près de la porte ouest. Les bâtiments réservés à la vie et l'hébergement des religieux sont organisés en trois ailes autour d'une cour, au sud de l'église-martyrium. La chapelle funéraire est entre l'église du monastère et la basilique est.

### Le tombeau

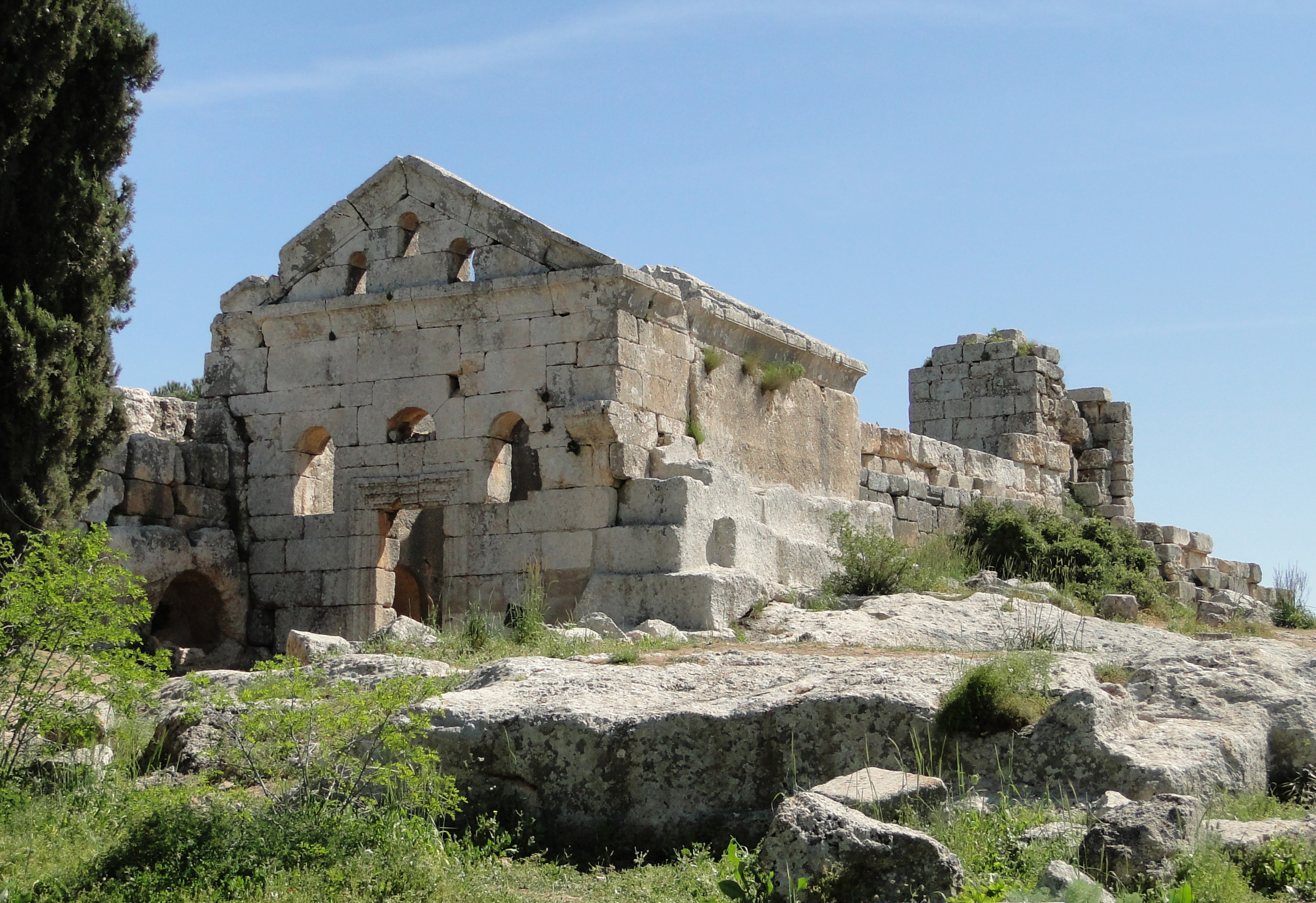
Le tombeau.

À l'extrémité nord de l'enceinte, un tombeau collectif est taillé en partie dans la roche avec un accès à l'ouest. Il possède deux niveaux de niches semi-circulaires avec un arc creusé au-dessus du cercueil.

### Postérité
Pour réorienter les débordements de la dévotion pour saint Siméon le Stylite dont les disciples sont devenus monophysites, la forme du martyrium et l'élégance du décor de Qua'at Sim'an sont reprises au VIe siècle à Djebel Sim'an près d'Antioche pour construire un ensemble moins monumental destiné à abriter la colonne de saint Siméon Stylite le Jeune (512-592),.